# 尤里·尼姆琴科
尤里·尼姆琴科（羅馬化：Yuri Nimchenko)，出生日期不详，克里米亚人，俄罗斯联邦武装力量上士，坦克指挥官。在对乌克兰南部军事行动中因立下战功而被授予“俄罗斯联邦英雄”荣誉。

## 军事生涯
尤里·尼姆琴科来自克里米亚，于2014年入伍俄罗斯武装部队并成为坦克指挥官。2022年2月俄乌战争爆发，尤里·尼姆琴科率领旗下的坦克部队突破了乌军防守成功渡河，并根据指挥部的要求在北克里米亚运河大坝地区建立了阵地。根据报道在2月24日夜间的战斗中，尤里的部队在乌军发起进攻的前几分钟内就摧毁了乌军三辆坦克。2月25日早晨，乌军一由步兵支持的坦克营试图夺回交通桥梁，战斗爆发后的四十分钟内，尤里的坦克部队摧毁乌军六辆坦克和三辆装甲运兵车，并重创了乌军作战人员。2022年3月4日，俄罗斯总统普京授予“俄罗斯联邦英雄”荣誉。